# Municipio de Perry (condado de Shelby)
El municipio de Perry (en inglés: Perry Township) es un municipio ubicado en el condado de Shelby en el estado estadounidense de Ohio. En el año 2010 tenía una población de 1088 habitantes y una densidad poblacional de 14,96 personas por km².

## Geografía
El municipio de Perry se encuentra ubicado en las coordenadas 40°17′51″N 84°4′15″O / 40.29750, -84.07083. Según la Oficina del Censo de los Estados Unidos, el municipio tiene una superficie total de 72.71 km², de la cual 72.69 km² corresponden a tierra firme y (0.02%) 0.02 km² es agua.

## Demografía
Según el censo de 2010, había 1088 personas residiendo en el municipio de Perry. La densidad de población era de 14,96 hab./km². De los 1088 habitantes, el municipio de Perry estaba compuesto por el 97.33% blancos, el 0.18% eran afroamericanos, el 0.64% eran amerindios, el 0.83% eran asiáticos, el 0.18% eran isleños del Pacífico, el 0.18% eran de otras razas y el 0.64% pertenecían a dos o más razas. Del total de la población el 0.74% eran hispanos o latinos de cualquier raza.